# Рахид Гани
Отац Рахид Азиз Гани (сир. ܪܓܝܕ ܥܙܝܙ ܓܢܝ) је био халдејски католички свештеник. Мученички је пострадао заједно са тројицом својих ђакона, 3. јуна 2007. године у недељу свих светих, испред  цркве Св. Духа у Мосулу. 

## Биографија
Рахид Азиз Гани је рођен 20. јануара 1972. године у претежно сунитском граду Мосулу у Ираку. Рахид је постао дипломирани инжењер на универзитету у Мосулу у Ираку 1996. године. Након што је одслужио обавезну војну службу под режимом Садама Хусеина, Гани је уписао богословију у Ираку. Године 1996. Ганијев бискуп га је послао у Рим ради даљег студирања на Папском универзитету Светог Томе Аквинског где је 2003. године завршио лиценцијат из екуменске теологије. Рукоположен је за свештеника у Риму 13. октобра 2001. на Папском универзитету Урбаниана.
Током студија у Риму боравио је на Папском ирском колеџу, за који је играо и фудбал. Један од годишњих турнира у фудбалу, који се игра у мају месецу се назива „Рахидов куп“, у његово сећање. У капели, која се налази у склопу колеџа, одслужио је своју прву мису.
Течно је говорио арамејски, арапски, италијански, француски и енглески, због тога је Гани служио као дописник међународне агенције Азијске новости, Папског института за иностране мисије. Када је завршавао своје студије у Риму, тада је почео рат у Ираку. Гани је добио благослов да се врати на Папски универзитет Св. Томе Аквинског, да би радио на докторату из екуменизма. У предратном интервјуу, он је изјавио своје незадовољство поводом инвазије на Ирак, плашећи се да би ирачки хришћани били мета прогона. Вратио се у Ирак, након што је Садам Хусеин свргнут са власти 2003. године.

## Смрт
Гани је пострадао у недељу, 3. јуна 2007. године. Након што су одслужили Литургију, кренули су кући; он, тројица ђакона и супруга једног од ђакона. Када су сели у аутомобил, наоружани исламисти су их окружили и избацили из аута. Један од нападача је викао на Ганија: „Зар ти нисмо забранили да се овде (у цркви) сабирате?“ На шта је Гани одговорио „Како да затворим кућу Божју?“ Затим је непријатељ наредио жени да побегне. Након тога, исламисти су тражили од њих четворице да пређу у ислам, а они су то одбили. Кренула је рафална паљба по њима, а њих четворица су плотунима сасечена. Исламистички фундаментралисти су забранили хришћанима да преузму њихове остатке, чак су експлозивним направама повезали њихова тела са аутом. Прошло је неколико сати док полицијски одред за бомбе није деактивирао уређаје, омогућавајући извлачење њихових тела. Сутрадан су сахранили њихове остатке, а Рахидов владика, који је служио опело, и сам је мученички пострадао, убијен је 9 месеци касније. Рахидов гроб је касније био оскрнављен.
Локална заједница њих четворицу већ прославља као свете мученике за недељу, а папа Бенедикт је покренуо процес њихове беатификације за универзалну Цркву.